# Guido Nicheli
Guido Nicheli, noto anche con lo pseudonimo di Dogui (Bergamo, 24 luglio 1934 – Desenzano del Garda, 28 ottobre 2007), è stato un attore e comico italiano.

## Biografia
Orfano di padre già l'anno successivo alla sua nascita, ossia nel 1935, durante la seconda guerra mondiale si trasferì con la famiglia a Carobbio degli Angeli e, poi, a Milano. Nel secondo dopoguerra, dopo essersi diplomato nel 1956 in odontotecnica, iniziò a lavorare con il cugino, titolare di uno studio dentistico. Per arrotondare i guadagni, negli anni sessanta, la sera lavorava come rappresentante di liquori, attività che gli consentì di frequentare diversi locali notturni, tra cui il Derby Club, dove ebbe modo di conoscere e frequentare Steno, Renato Pozzetto, Teo Teocoli e molti altri protagonisti della vita notturna milanese di quel tempo. Jerry Calà ha dichiarato che prima ancora di essere amici, Nicheli era un cliente del Derby e dispensava fiumi di battute; proprio per questo gli consigliarono di iniziare a fare piccoli sketch che riscossero subito un grande successo.
Tra il 1976 e il 1977 fu interprete di una serie di fotoromanzi pubblicata sulla rivista Grand Hotel.
Amante dei viaggi, durante uno di questi ebbe modo di conoscere e di diventare amico anche del pittore Salvador Dalí, conosciuto nel 1967. Nel 1978 lavorò con Enzo Jannacci nel programma radiofonico Radio Sballa, insieme a Patricia Pilchard, e lo stesso anno fece il suo esordio ufficiale come attore nella pièce teatrale di Jannacci La tappezzeria. Il suo pittoresco modo di esprimersi e la parlata marcatamente milanese non sfuggirono ai comici del Derby che, data la sua disponibilità, spesso lo utilizzarono nei loro sketch per piccole parti da caratterista, nel ruolo del "cumenda". In seguito venne chiamato ad interpretare il medesimo ruolo in molte pellicole, fino a divenire l'archetipo cinematografico del ricco imprenditore lombardo, in una versione più moderna rispetto a quella tradizionalmente resa dalle interpretazioni di Ugo Bologna, con il quale si trovò a diretto confronto nei film vanziniani Sapore di mare del 1983 e Yuppies - I giovani di successo del 1986. Nel 1983 compare nel film Vacanze di Natale.
In TV approda nel 1986 nel programma Drive In, proseguendo con altre partecipazioni fino al successo con la serie TV I ragazzi della 3ª C, dove interpreta "Il Zampetti" (Commendator Camillo Zampetti), un ricco industriale nel campo degli insaccati. Nonostante la grande popolarità acquisita, le sue chiamate sul set erano saltuarie e sempre legate all'esistenza di un ruolo adatto, motivo per cui fino alla fine degli anni ottanta, Nicheli preferì mantenere la principale occupazione di odontotecnico.
Tra i rari ruoli drammatici, fu uno psicologo militare di stanza sul fronte africano nel film Scemo di guerra di Dino Risi, presentato al Festival di Cannes del 1985, e un imprenditore taglieggiato nella fiction di Rai 2 Cronaca di un ricatto. Negli ultimi anni Nicheli ha vissuto a Zelata di Bereguardo, in provincia di Pavia, e ha interpretato ruoli in telefilm e promozioni televisive, prima di tornare per l'ultima volta sul grande schermo nel 2006 con Vita Smeralda di Jerry Calà, suo amico e compagno di scena.

### Morte
Morì il 28 ottobre 2007 all'ospedale di Desenzano del Garda per un ictus fulminante, all'età di 73 anni. È sepolto nel cimitero di Zelata; sul monumento funebre campeggia una frase emblematica del suo repertorio: "See you later".

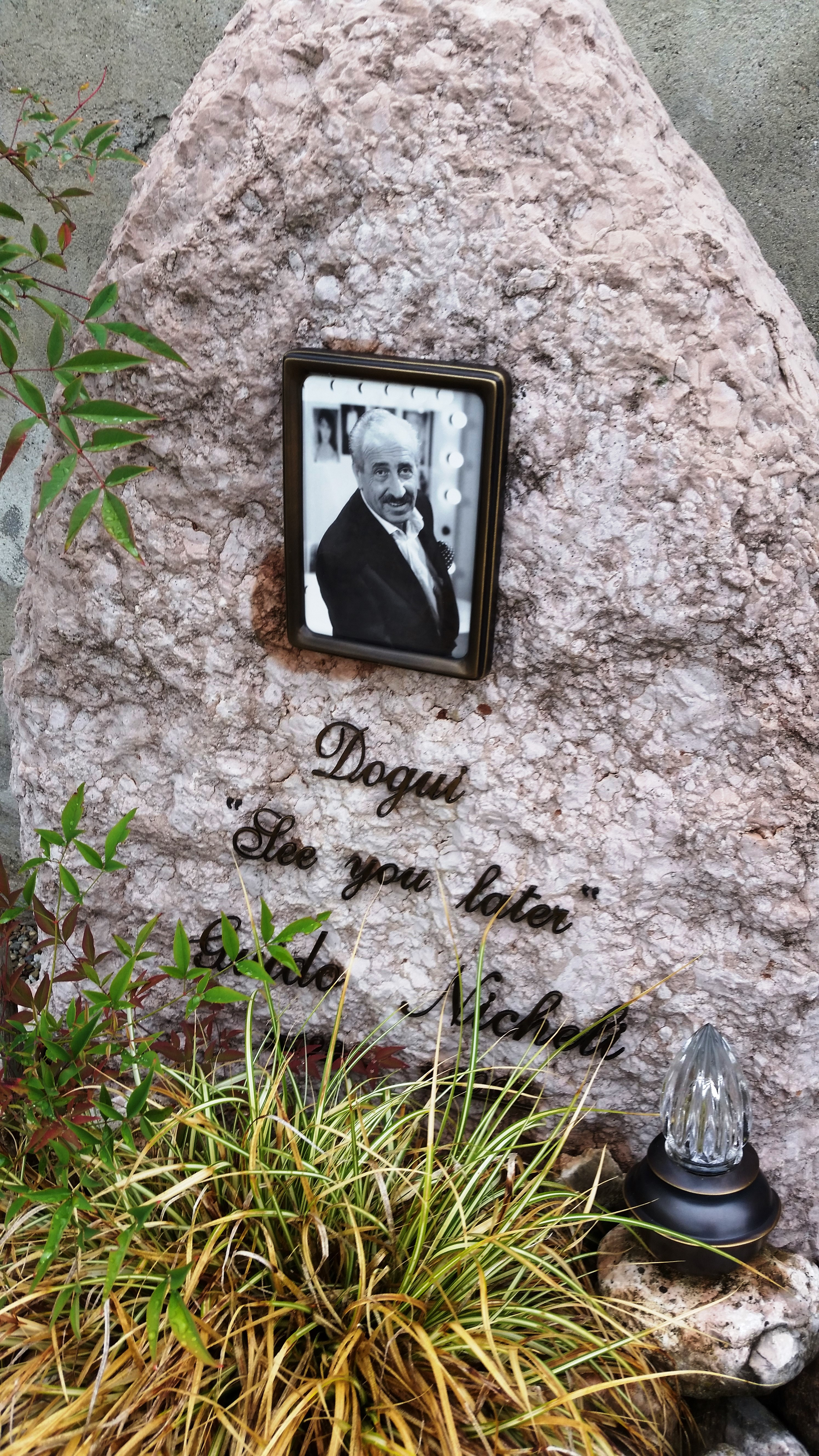
La tomba di Guido Nicheli

## Filmografia

### Cinema
- Il padrone e l'operaio, regia di Steno (1975)
- Cattivi pensieri, regia di Ugo Tognazzi (1976) - non accreditato
- Saxofone, regia di Renato Pozzetto (1978)
- La baraonda, regia di Florestano Vancini (1981)
- Una vacanza bestiale, regia di Carlo Vanzina (1981)
- Eccezzziunale... veramente, regia di Carlo Vanzina (1982)
- Il sommergibile più pazzo del mondo, regia di Mariano Laurenti (1982)
- Viuuulentemente mia, regia di Carlo Vanzina (1982)
- Si ringrazia la regione Puglia per averci fornito i milanesi, regia di Mariano Laurenti (1982)
- Sapore di mare, regia di Carlo Vanzina (1983)
- Vacanze di Natale, regia di Carlo Vanzina (1983)
- Un'età da sballo, regia di Elo Pannacciò (1983)
- Giochi d'estate, regia di Bruno Cortini (1984)
- Domani mi sposo, regia di Francesco Massaro (1984)
- Scemo di guerra, regia di Dino Risi (1985)
- Yuppies - I giovani di successo, regia di Carlo Vanzina (1986)
- Montecarlo Gran Casinò, regia di Carlo Vanzina (1987)
- Le finte bionde, regia di Carlo Vanzina (1989)
- Occhio alla perestrojka, regia di Castellano e Pipolo (1990)
- Abbronzatissimi, regia di Bruno Gaburro (1991)
- Anni 90, regia di Enrico Oldoini (1992)
- Anche i commercialisti hanno un'anima, regia di Maurizio Ponzi (1994)
- Gratta e vinci, regia di Ferruccio Castronuovo (1996)
- Panarea, regia di Pipolo (1997)
- Cucciolo, regia di Neri Parenti (1998)
- Vacanze sulla neve, regia di Mariano Laurenti (1999)
- Fantozzi 2000 - La clonazione, regia di Domenico Saverni (1999)
- Vita Smeralda, regia di Jerry Calà (2006)
- Neo - Tech Ingegni all'opera (2007) - cortometraggio

### Televisione
- Professione vacanze – serie TV, episodio 1x03 (1986)
- Tutti in palestra, regia di Vittorio De Sisti – miniserie TV (1987)
- I ragazzi della 3ª C – serie TV, 21 episodi (1987-1989)
- Cerco l'amore, regia di Marcello Fondato – miniserie TV, 3 episodi (1988)
- Pazza famiglia – serie TV, 1 episodio (1995)
- Favola, regia di Fabrizio De Angelis – film TV (1996)
- S.P.Q.R. – serie TV, 13 episodi (1998)
- Ma il portiere non c'è mai? – serie TV (2002)

## Doppiatori
In alcune delle sue prime apparizioni cinematografiche Nicheli fu doppiato da:
- Manlio De Angelis in Il padrone e l'operaio
- Gianni Marzocchi in Saxofone e in Il sommergibile più pazzo del mondo
- Bruno Cattaneo in Si ringrazia la regione Puglia per averci fornito i milanesi
- Marcello Prando in Scemo di guerra